# Köpenhamn (pjäs)
Köpenhamn (engelsk originaltitel Copenhagen) är en pjäs skriven av den brittiske författaren Michael Frayn. Dramat bygger på en verklig händelse 1941 i Köpenhamn, ett möte mellan de två fysikerna Niels Bohr och Werner Heisenberg. Efter premiären i London 1998 har pjäsen satts upp på scener i många länder, även i Sverige.

## Historisk bakgrund

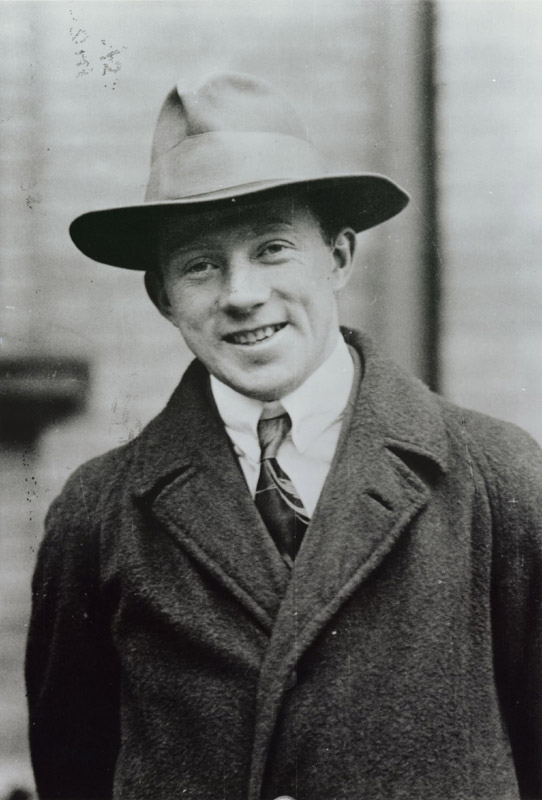
Werner Heisenberg ca 1927

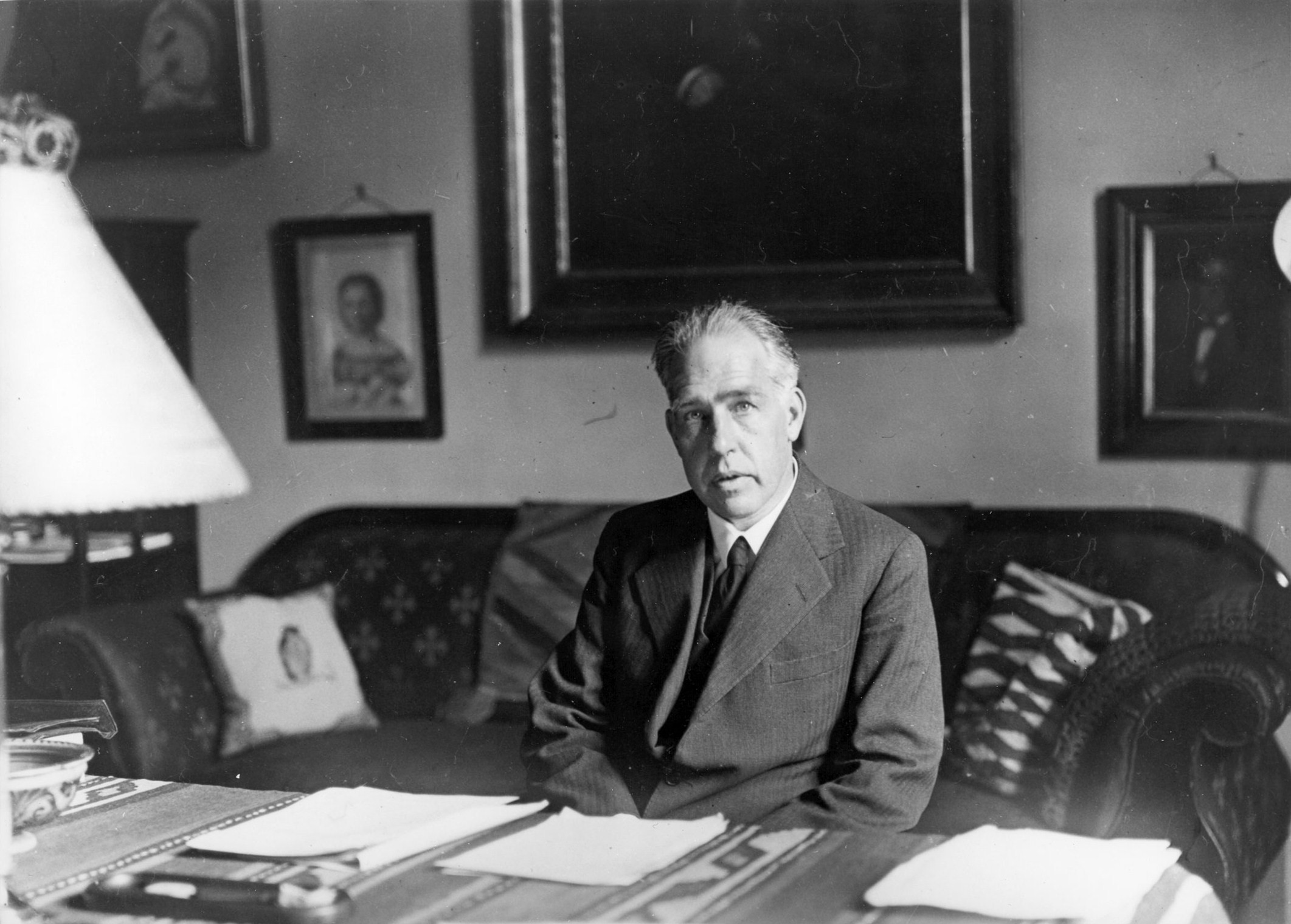
Niels Bohr 1935

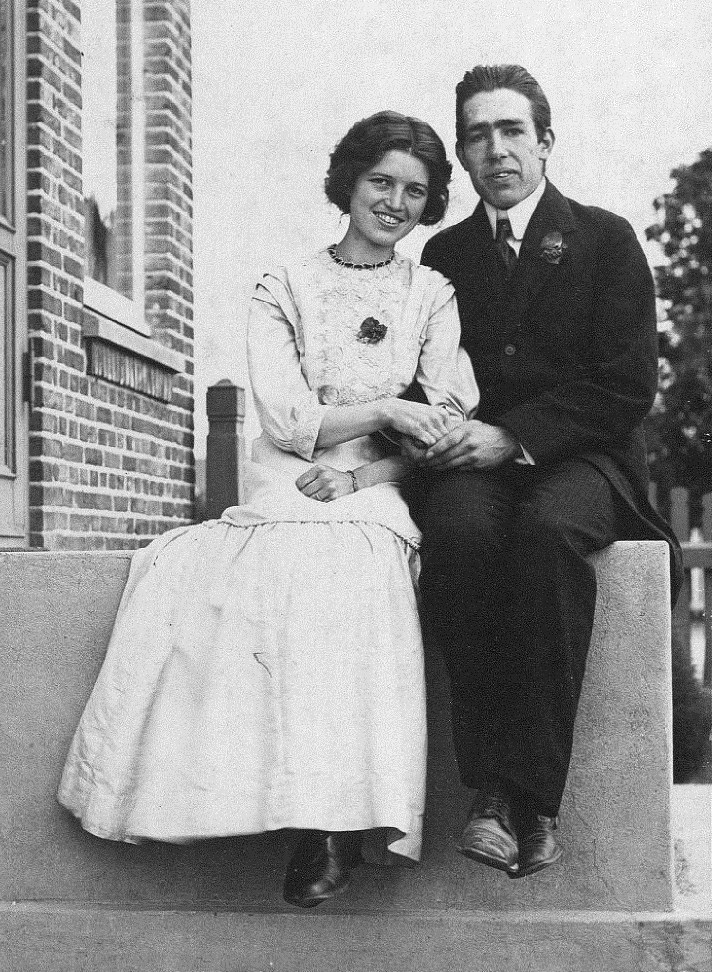
Niels Bohr och Margrethe Nørlund vid förlovningen 1910

På 1920-talet var Niels Bohr (1885-1962) en samlande gestalt inom fysikforskningen i världen. Till Niels Bohr-institutet i Köpenhamn kom gästforskare från många länder. En av dessa var den unge tysken Werner Heisenberg (1901-1976) och de båda kom tillsammans att lägga en grund för den nya kvantmekaniken. De blev också nära vänner och Bohr blev något av en fadersgestalt för Heisenberg. 1927 fick Heisenberg en professur vid Leipzigs universitet.
1939 utbryter Andra världskriget och året därpå ockuperas Danmark av Tyskland. Bohrs mor var judinna men Bohr väljer att stanna kvar i landet liksom många andra judar, eftersom nazisternas judeförföljelser ännu inte spritt sig till Danmark. I september 1941 kommer Heisenberg till Köpenhamn. Han är då ledare för det hemliga tyska atombombsprogrammet. Bohr och Heisenberg träffas, troligen hemma hos Bohr. De tar en promenad tillsammans men Bohr återvänder snart till bostaden, mycket upprörd. 
Vad som sades under promenaden har förblivit en gåta sedan dess, men spekulationerna har varit många. Heisenberg har talat om missförstånd, Bohr har inte sagt mycket i frågan. Efter kriget träffades de några gånger men lyckades inte reda ut vad som hade hänt. Vänskapen återupptogs inte.

## Pjäsen
Michael Frayn var redan en framgångsrik engelsk författare och dramatiker när han skrev Copenhagen. Han hade skrivit både romaner och dramatik, ofta i genren ”sophisticated light comedy”. Han fick idén till pjäsen när han läste om det ödesdigra samtalet i boken Heisenberg’s war (1993) av Thomas Powers. Copenhagen skiljer sig radikalt från Frayns tidigare ”lätta komedier”.

### Handling
I en ”framtid”, när Bohr och Heisenberg är döda, träffas de och Bohrs hustru Margrethe för att försöka reda ut varför Heisenberg sökte upp Bohr och vad som egentligen hände när de båda var ensamma. De rekonstruerar skeendet gång på gång och vänder och vrider på frågan men inget blir klarare, snarare tvärtom. Handlingen pendlar mellan ”framtiden”, 1941 och 1920-talet. Rollfigurerna talar till varandra och för sig själva. ”Bohr” liknar verklighetens eftertänksamme Bohr och ”Heisenberg” verklighetens mer otålige Heisenberg. ”Margrethe” är friare från förlagan. Hon blir ofta den cyniska kommentatorn.
När de möts vet Bohr inget om Tysklands eventuella kärnvapenprojekt, men är förstås medveten om möjligheten. Heisenberg å sin sida misstänker att Bohr har kunskaper om amerikanska och brittiska projekt. Utan att ställa direkta frågor försöker de att sondera vad den andre vet.
Det etiska problemet med kärnvapen är naturligtvis närvarande i pjäsen liksom frågor om forskarens ansvar för hur resultatet kan komma att användas. Andra frågor, som är än mer framträdande, rör vår kunskap om verkligheten, om vi kan lita på våra minnen och, inte minst, om vad vi vet om våra egna bevekelsegrunder; vet vi själva varför vi handlar som vi gör?
Verklighetens Bohr och Heisenberg är kända för de kvantfysikaliska begreppen komplementaritet och mätningsosäkerhet. Bohrs begrepp komplementaritet innebär i korthet att ett objekt, exempelvis en elektron, uppträder antingen som en partikel eller som en vågrörelse. Det beror helt på hur observatören genomför experimentet. Synsätten är ömsesidigt uteslutande men båda är nödvändiga för förståelsen. Heisenberg visade att det finns av naturen givna begränsningar för hur noga en partikels position och rörelsemängd samtidigt kan bestämmas. Ju noggrannare man mäter positionen, desto osäkrare blir mätningen av rörelsemängden. Michael Frayn använder i pjäsen de här begreppen för att spegla frågorna om vad vi kan veta om oss själva och om vår verklighet.

### Citat
”Margrethe: If it’s Heisenberg at the centre of the universe, then the one bit of the universe that he can’t see is Heisenberg”. (s. 72)
”Heisenberg: Complementarity once again. I’m your enemy; I’m also your friend. I’m a danger to mankind; I’m also your guest. I’m a particle; I’m also a wave. We have one set of obligations to the world in general, and we have other sets, never to be reconciled, to our fellow country-men, to our friends, to our family, to our children. We have to go through not two slits at the same time but twenty-two. All we can do is to look afterwards, and see what happened”.  (s. 77-78)
”Bohr: I glance at Margrethe, and for a moment I see what she can see and I can’t – myself…” ( s. 87) 

### Uppsättningar
Copenhagen hade premiär på Royal National Theatre i London 28 maj 1998 och spelades där mer än 300 gånger med originalensemblen; David Burke som Bohr, Matthew Marsh som Heisenberg och Sara Kestelman som Margrethe. Michael Blakemore regisserade. 
Efter premiären i London 1998 har pjäsen satts upp på scener i många länder. Den svenska urpremiären ägde rum 1999 på Göteborgs stadsteater i regi av Lars Arrhed med Inger Hayman, Ingemar Carlehed och Johan Karlberg. Föreställningen blev en stor framgång och de tre skådespelare promoverades till hedersdoktor vid Chalmers. 
År 2000 gick Copenhagen upp på Broadway och spelades där 326 gånger. Samma år gjordes även en uppsättning på Dramaten i Stockholm i regi av Åsa Melldahl med Jan-Olof Strandberg, Hans Klinga och Anita Björk i rollerna. 2002 gjorde BBC en tv-version med Stephen Rea, Daniel Craig och Francesca Annis i rollerna.

### Mottagande
Recensenterna i London och New York var överlag positiva även om vissa menade att de fysikaliska resonemangen var svårbegripliga och några fysiker kom med smärre anmärkningar. Frayn gjorde därför några mindre ändringar i texten till kommande uppsättningar. Tidningen Evening Standard i London utsåg 1998 Copenhagen till årets bästa pjäs. År 2000 belönades Copenhagen med en Tony Award som bästa pjäs i USA det året. Även recensionerna av Dramatens uppsättning i Sverige var mycket positiva.
En konsekvens av pjäsen var av helt annan karaktär. Heisenberg hade 1957 gett sin syn av dispyten med Bohr till journalisten och författaren Robert Jungk när denne förberedde sin bok Starkare än tusen solar : atomforskarnas öde. När Bohr läste vad Heisenberg skrivit till Jungk blev han åter mycket upprörd. Han skrev ett utkast till ett brev till Heisenberg:
”Kære Heisenberg,
Jeg har set en bog “Stærkere end tusind sole” af Robert Jungk, der for nylig er udkommet på dansk, og jeg synes jeg skylder dig at sige, at det har forbavset mig meget at se, hvor stærkt din hukommelse har svigtet dig i dit brev til bogens forfatter, der i uddrag er aftrykt i den danske udgave.”
Brevet blev aldrig avsänt. Bohr gjorde ytterligare ett antal utkast men inget av dem sändes iväg. Efter Bohrs död 1962 hemligstämplades dokumenten för femtio år. Den uppmärksamhet Frayns pjäs väckte gjorde emellertid att Bohrs efterlevande beslöt att offentliggöra dem i förtid och 2002 gjordes utkasten tillgängliga på Niels Bohr-arkivets webbplats.